# Светско првенство у фудбалу 2010 — група Ц
Група Ц на Светском првенству у фудбалу 2010. ће играти своје утакмице између 12. јуна и 23. јуна 2010. Група је састављена од репрезентација Енглеске, Сједињених Америчких Држава, Алжира и Словеније. Прва два тима из групе ће проћи у другу фазу такмичења (осмина финала). Први из групе ће играти са другим из групе Д, док ће други из групе Ц играти са првим из групе Д.

## Састави
- Састави репрезентација групе Ц

## Резултати
Сва времена су локална (UTC+2)

## Енглеска - САД
| Енглеска  | 1:1        | Сједињене Државе |
| --------- | ---------- | ---------------- |
| Џерард 4’ | (извештај) | Демпси 40’       |

## Алжир - Словенија
| Алжир | 0:1        | Словенија |
| ----- | ---------- | --------- |
|       | (извештај) | Корен 79’ |

## Словенија - САД
| Словенија                  | 2:2        | Сједињене Државе         |
| -------------------------- | ---------- | ------------------------ |
| Бирса 13’ · Љубијанкич 42’ | (извештај) | Донован 48’ · Бредли 82’ |

## Енглеска - Алжир
| Енглеска | 0:0        | Алжир |
| -------- | ---------- | ----- |
|          | (извештај) |       |

## Словенија - Енглеска
| Словенија | 0:1        | Енглеска |
| --------- | ---------- | -------- |
|           | (извештај) | Дефо 23’ |

## САД - Алжир
| Сједињене Државе | 1:0        | Алжир |
| ---------------- | ---------- | ----- |
| Донован 90+1’    | (извештај) |       |

## Табела
|    | Табела групе Ц | И | Д | Н | И | ДГ | ПГ | ГР | Бод. |
| -- | -------------- | - | - | - | - | -- | -- | -- | ---- |
| 1. | САД            | 3 | 1 | 2 | 0 | 4  | 3  | +1 | 5    |
| 2. | Енглеска       | 3 | 1 | 2 | 0 | 2  | 1  | +1 | 5    |
| 3. | Словенија      | 3 | 1 | 1 | 1 | 3  | 3  | 0  | 4    |
| 4. | Алжир          | 3 | 0 | 1 | 2 | 0  | 2  | -2 | 1    |